# Craspedoxantha yarivi
Craspedoxantha yarivi är en tvåvingeart som beskrevs av Amnon Freidberg 1999. Craspedoxantha yarivi ingår i släktet Craspedoxantha och familjen borrflugor.
Artens utbredningsområde är Tanzania. Inga underarter finns listade i Catalogue of Life.